# Porina corrugata
Porina corrugata är en lavart som beskrevs av Müll. Arg. Porina corrugata ingår i släktet Porina och familjen Porinaceae.   Inga underarter finns listade i Catalogue of Life.